# Sedanstraße (Hildesheim)
Die Sedanstraße (im Volksmund Sedanallee genannt) in Hildesheim ist eine Allee auf der Grenze zwischen den Stadtteilen Neustadt und Oststadt.

## Verlauf und Beschreibung
Die Allee verläuft fast exakt in Nord-Süd-Richtung. Sie besteht aus einem ungepflasterten Fußweg, der von zwei von Ahornblättrigen Platanen bestandenen Grünstreifen flankiert wird. An jeder Seite schließt sich eine kopfsteingepflasterte Fahrbahn an. Die westliche führt an den Vorgärten der Häuser entlang. Einen Bürgersteig gibt es nur an der Ostseite der Sedanstraße. Die Wohnbebauung zu beiden Seiten der Straße besteht teilweise aus gründerzeitlichen Villen. Am Nordende der Allee, nahe der Goslarschen Straße befindet sich der Sockel eines Kaiser-Wilhelm-Denkmals. Am Südende am Goschentor stand  bis zu seiner Entfernung im Zuge der Aufräumarbeiten nach Ende des Zweiten Weltkriegs der Julius-Wolff-Brunnen. Die aus Metall bestehenden Statuen beider Denkmäler wurden während des Krieges eingeschmolzen. Durch zwei kreuzende Straßen wird die Allee in drei Teile gegliedert. Die aus der Neustadt herausführende Braunschweiger Straße wird an der Kreuzung, an der die Handwerkskammer Hildesheim-Südniedersachsen ihren Sitz hat, zur Weißenburger Straße, die Goschenstraße geht weiter südlich in die Wörthstraße über.

## Name
Die Allee wurde anstelle der niedergelegten Ostbefestigung der Neustadt angelegt und erhielt ihren Namen am 30. September 1873 zur Erinnerung an die Schlacht bei Sedan.